# Австриаков, Александр Васильевич
Александр Васильевич Австриаков (13 мая 1910, Московская губерния — 17 июля 1970, Москва) — деятель советских спецслужб, полковник. Участник Великой Отечественной войны. Награждён двумя орденами Красной Звезды и многими медалями. Почетный сотрудник госбезопасности.

## Биография
Родился в Московской губернии.
В 1935 окончил Московский государственный педагогический институт, по образованию — преподаватель физики.
С июля 1935 начал работать в качестве шифровальщика в Специальной службе. Далее работал старшим криптографом, экспертом, оперуполномоченным, начальником отделения, руководителем ряда отделов. Преподавал в Криптографической школе особого назначения при 7-м отделе ОГПУ.
С	25.07.1938 младший лейтенант государственной безопасности	(Приказ НКВД СССР № 1664 от 25.07.1938).
С	21.04.1939 лейтенант государственной безопасности	(Приказ НКВД СССР № 885 от 21.04.1939).
На	03.04.1942 — старший лейтенант государственной безопасности	(Указ Президиума ВС СССР от 03.04.1942 № 605/185).
В 1942 году в составе 5-го управления НКВД был создан Криптографический совет и редакция «Криптографического сборника», в редколлегию которой вошли Б. А. Аронский, С. С. Толстой, А. В. Австриаков. В 1943 году был издан первый «Криптографический сборник» под редакцией Б. А. Аронского, С. С. Толстого и А. В. Австриакова. Сборник содержал 13 статей с описанием аналитических методов раскрытия ручных шифров и кодов.
Впоследствии А. В. Австриаков стал председателем Криптографического совета.
На пенсии с 1964 года.

## Награды
Орден Красной Звезды	(Указ Президиума ВС СССР от 03.04.1942 № 605/185).
Почётный сотрудник госбезопасности.